# Martynas Mažeika
Martynas Mažeika (Klaipėda, 29 gennaio 1985) è un dirigente sportivo ed ex cestista lituano.

## Carriera
Inizia la carriera da giovanissimo, esordendo quindicenne nel massimo campionato lituano con la formazione della propria città.
A 18 anni è uno dei giovani più interessanti d'Europa, e nel 2005 si trasferisce in Germania, all'ALBA Berlino, e successivamente al Telekom Bonn.
Dopo la partecipazione al Reebok EuroCamp (in compagnia di giovani stelle del calibro di Belinelli e Printezis), approda all'Orlandina Basket, dove resterà fino al 31 dicembre 2007 collezionando 8 presenze e 24 punti in tre mesi di permanenza nella Serie A italiana.
Dopo l'esperienza italiana va a giocare nella prima divisione ucraina.

## Palmarès
- Coppa di Germania: 1

Alba Berlino: 2006